# لوسيان ماركوس أندروود
لوسيان ماركوس أندروود (بالإنجليزية: Lucien Marcus Underwood)‏ (26 أكتوبر 1853 - 16 نوفمبر 1907) عالم نبات أميركي متخصص بعلم الفطريات في القرنين التاسع عشر وأوائل القرن العشرين .